# NGC 3416
NGC 3416 is een spiraalvormig sterrenstelsel in het sterrenbeeld Grote Beer. Het hemelobject werd op 30 maart 1854 ontdekt door de Ierse astronoom William Parsons.

## Synoniemen
- MCG 7-22-73
- KUG 1048+440
- ZWG 213.2
- ARAK 260
- ZWG 212.63
- NPM1G +44.0174
- PGC 32588